# Kyaukpyu
Kyaukpyu är en kommun i Myanmar.   Den ligger i regionen Rakhinestaten, i den sydvästra delen av landet, 260 km väster om huvudstaden Naypyidaw. Antalet invånare är 171 724.